# Nota korygująca
Nota korygująca – dokument korygujący fakturę pierwotną. Notę korygującą wystawia nabywca, a nie sprzedawca. Nabywca notą korygującą może poprawić tylko wyznaczone rodzaje błędów – imiona i nazwiska lub nazwy podatnika i nabywcy towarów lub usług oraz ich adresy.
Według przepisów prawa: „Nabywca towaru lub usługi, zgodnie z art. 106k ust. 1 ustawy VAT, który otrzymał fakturę zawierającą pomyłki, z wyjątkiem pomyłek w zakresie danych określonych w art. 106e ust. 1 pkt 8-15 ustawy, może wystawić fakturę nazywaną notą korygującą”.
Nota korygująca powinna być zaakceptowana przez samego wystawcę faktury (sprzedawcę). Sprzedawca zmuszony jest do potwierdzenia błędów na fakturze, a dodatkowo powinien dokonać ich poprawy w swojej bazie (np. w programie do wystawiania faktur).

## Elementy danych
Według przepisów prawa nota korygująca ma na celu poprawienie tylko błędów formalnych. W związku z art. 106k ustawy o VAT nota korygująca powinna zawierać co najmniej:
- wyrazy „NOTA KORYGUJĄCA”,
- numer kolejny i datę jej wystawienia;
- imiona i nazwiska lub nazwy podatnika i nabywcy towarów lub usług oraz ich adresy i numer za pomocą którego podatnik jest zidentyfikowany na potrzeby podatku, a także numer, za pomocą którego nabywca towarów lub usług jest zidentyfikowany na potrzeby podatku lub podatku od wartości dodanej,
- dane zawarte w fakturze, której dotyczy faktura (data wystawienia, numer faktury, dane nabywcy i sprzedawcy wraz z NIP-ami)
- wskazanie treści korygowanej informacji oraz treści prawidłowej[2].